# Копчик (тендер)
«Копчик» — парусный тендер Балтийского флота России, находившийся в составе флота с 1851 до 1869 года. Во время службы использовался для плаваний в Финском заливе и несения брандвахтенной службы, во время Крымской войны участвовал в защите Ревеля, а в 1856 году принимал участие в Высочайшем смотре судов Балтийского флота на Кронштадтском рейде, по окончании службы был сдан к порту в Кронштадте для использования в качестве жилого блокшива.

## Описание тендера
Парусный одномачтовый тендер с деревянным корпусом водоизмещением 171 тоннe, длина судна между перпендикулярами по сведениям из различных источников составляла 21,4—21,6 метра, ширина без обшивки 7,3—7,32 метра, глубина интрюма — 3,2 метра, а осадка — 2,6 метра.

## История службы
Тендер «Копчик» был заложен на стапеле Главного адмиралтейства в Санкт-Петербурге 9 (21) июля 1849 года и после спуска на воду 21 июня (3 июля) 1851 года вошёл в состав Балтийского флота России. Строительство вёл кораблестроитель подполковник Дементьев.
В кампанию с 1852 года выходил в плавания в Финский залив. В 1853 году совершал плавания в том же заливе и нёс брандвахтенную службу в Ревеле.
Принимал участие в Крымской войне. В течение кампаний 1854 и 1855 годов занимал позицию в Ревельской гавани для её защиты от нападения англо-французского флота. Командир тендера лейтенант К. М. Пасынков помимо самого тендера командовал также береговыми батареями и в кампанию 1854 года был награждён орденом Святой Анны II степени, а 30 августа (11 сентября) 1855 года произведён в капитан-лейтенанты
В кампанию с 1856 года выходил в плавания между портами Финского залива. Помимо этого 23 июля (4 августа) 1856 года участвовал в Высочайшем смотре судов Балтийского флота на Кронштадтском рейде. В кампанию этого года командир тендера лейтенант М. Ф. Белкин был награждён орденом Святой Анны II степени с императорской короной.
В навигацию 1858 года совершал плавания по Неве. Затем с 1858 по 1863 год занимал брандвахтенный пост на Северном фарватере и Восточном рейде Кронштадта. В кампанию 1864 года подвергся тимберовке. 
В 1869 году был сдан к порту в Кронштадте, где использовался «для жительства команды, состоящей при описи».

## Командиры тендера
Командирами тендера «Копчик» в составе Российского императорского флота в разное время служили:
- капитан-лейтенант Н. М. Цамутали (1852—1853 годы)[5];
- лейтенант, а с 30 августа (11 сентября) 1855 года капитан-лейтенант К. М. Пасынков (1854—1855 годы)[11];
- лейтенант М. Ф. Белкин (с 1856 года до 11 (23) июня 1857 года)[7];
- капитан-лейтенант К. Х. Клодт (1858 год)[12];
- капитан-лейтенант Х. П. Эрдели (1858—1859 годы)[13];
- капитан-лейтенант Д. И. Кудрявой (1860—1862 годы)[9].